# فالس (هولندا)
فالس  (بالهولندية: Vaals ) هي بلدية بمقاطعة ليمبورخ، هولندا.
تغطي البلدية ما مساحته 23.87 كم2 في سفوح جبال أردين-إيفيل وتقع على بعد حوالي 23 كم (14 ميل) شرق ماستريخت ومسافة 5 كم (3.1 ميل) إلى الغرب من مركز مدينة آخن الألمانية.
تحد فالس كل من بلجيكا وألمانيا. تلتقي الحدود الثلاثة على فالسيربيرخ وهي أعلى نقطة في الجزء الأوروبي من هولندا. كان يطلق على فالسيربيرخ اسم "Hubertusberg".

## الاقتصاد
تعتبر السياحة مصدر رئيسياً للدخل في فالس. وقد خسرت صناعة الفحم وصناعة النسيج المجاورة إلى حد كبير ابتداءاً من ستينات القرن العشرين. معظم سكانها اليوم يعملون في المدن المجاورة الأكبر مثل هيرلين وكيركراده وماستريخت وكذلك آخن والمناطق المحيطة بها.

## طوبوغرافيا
خريطة طوبوغرافية هولندية لبلدية فالس، يونيو 2015، (تقرأ بعد ثلاث نقرات على الخريطة)

## معرض صور

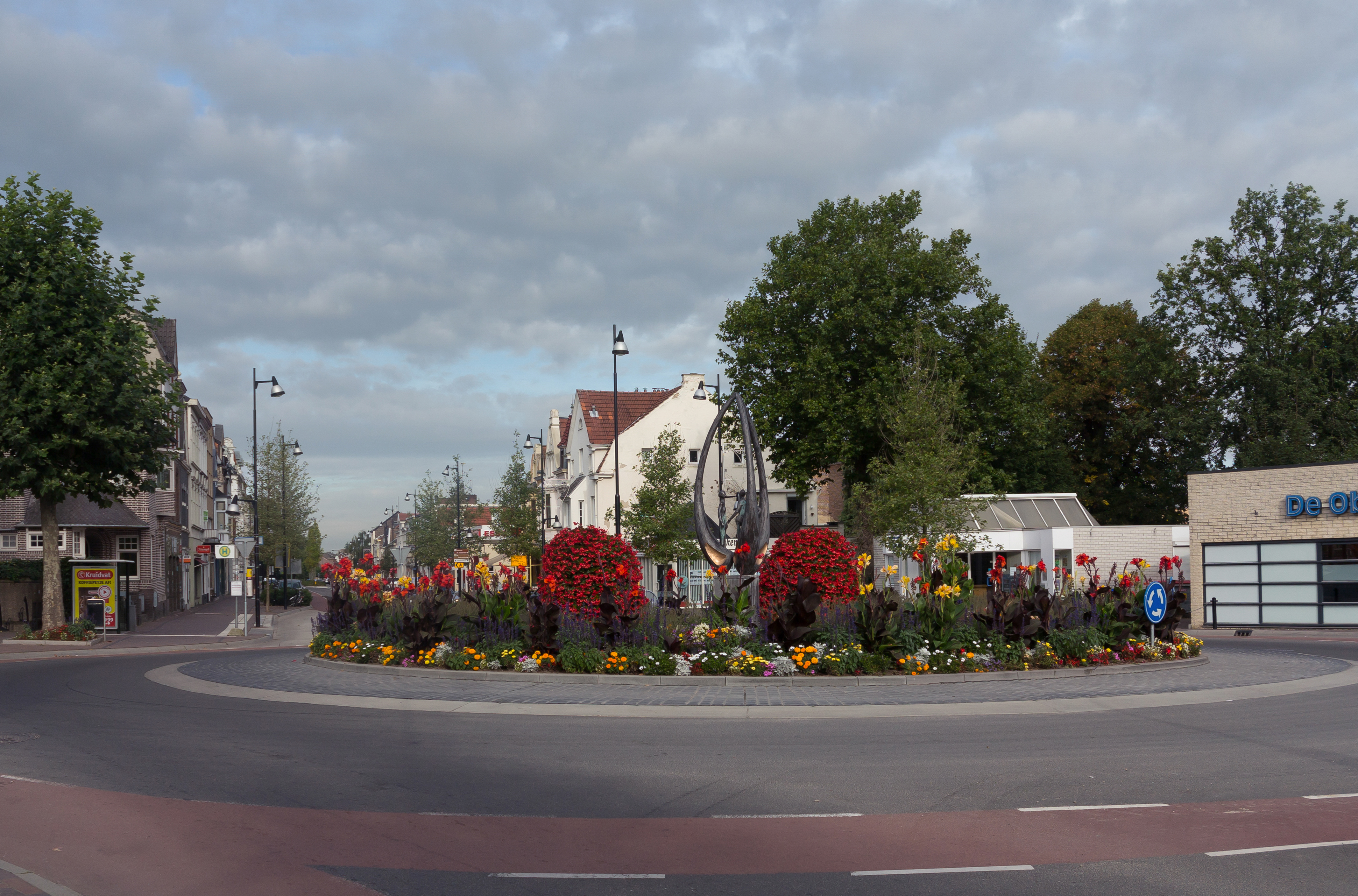
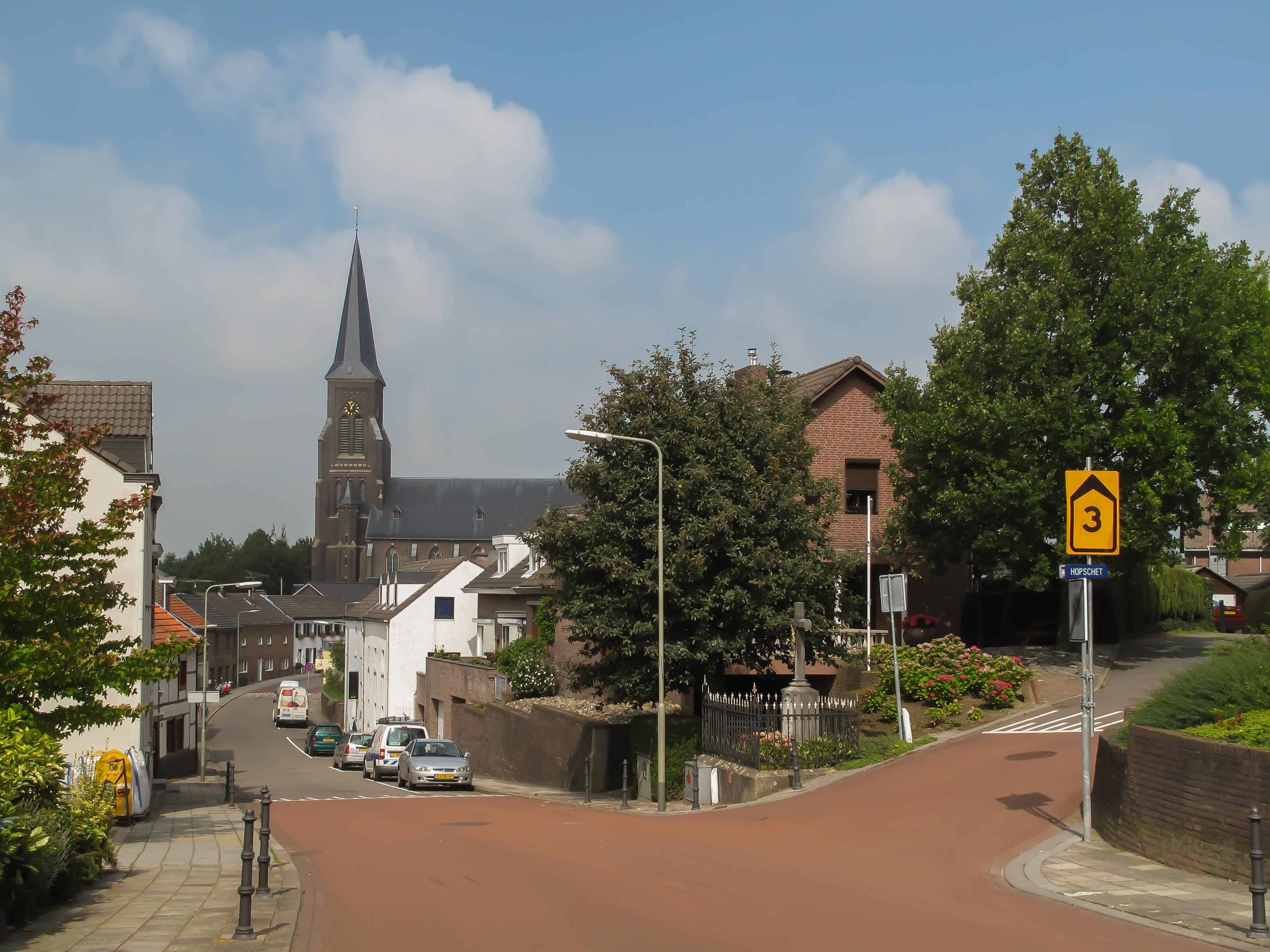
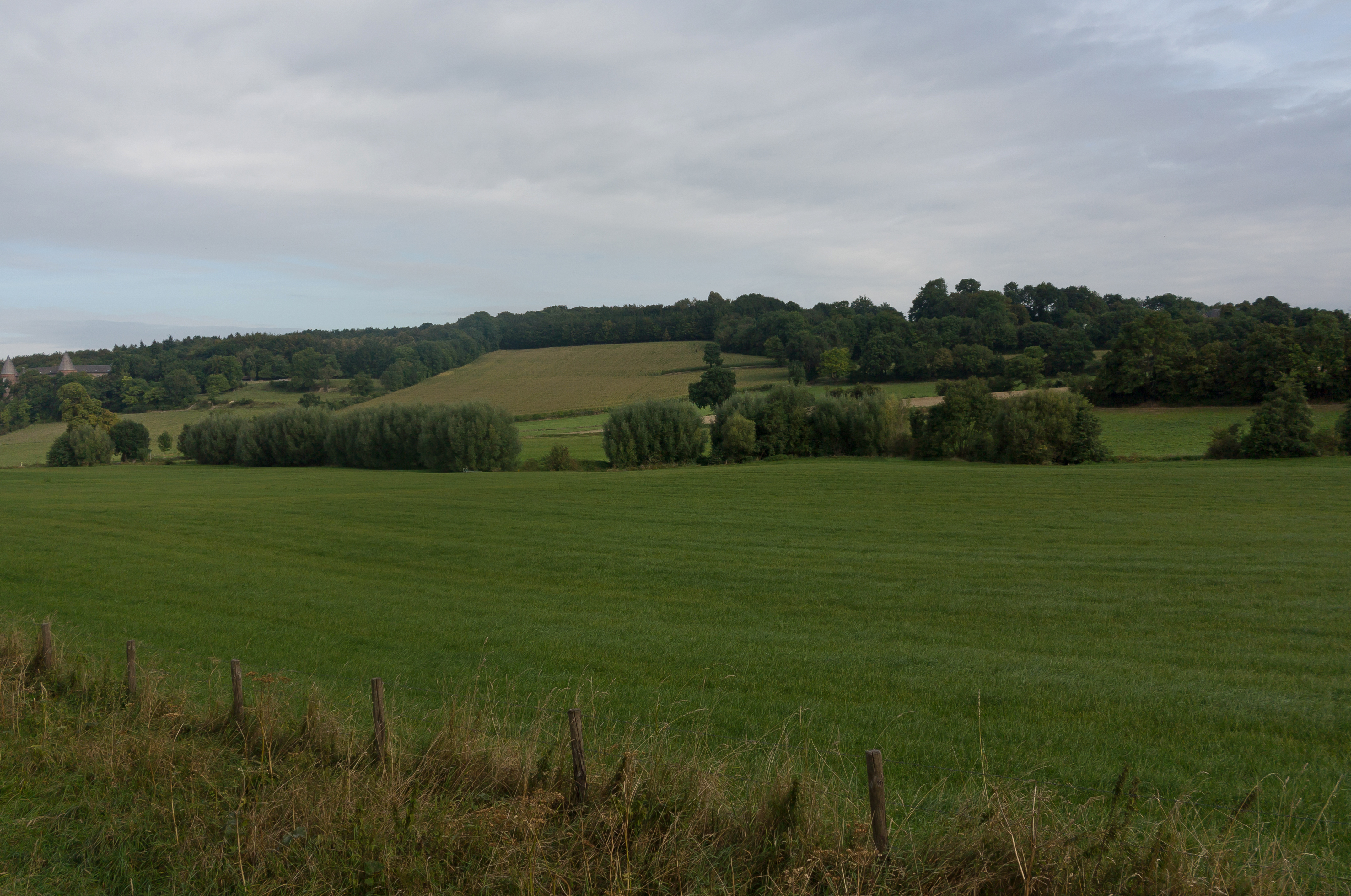